# Llista de diputats al Parlament Europeu en representació de Grècia (VI Legislatura)
Aquesta és una llista dels 24 diputats que representaren Grècia durant la VI Legislatura del Parlament Europeu (2004–09).

## Llista
| Nom                          | Partit nacional                               | Grup del PE |
| ---------------------------- | --------------------------------------------- | ----------- |
| Stavros Arnautakis           | Moviment Socialista                           | PSE         |
| Ekaterini Batzelí            | Moviment Socialista                           | PSE         |
| Panagiotis Beglitis          | Moviment Socialista                           | PSE         |
| Giorgos Dimitrakópulos       | Nova Democràcia                               | PPE–DE      |
| Ioannis Glavakis             | Nova Democràcia                               | PPE–DE      |
| Georgios Karatzaferis        | Reagrupament Popular Ortodox                  | IND&DEM     |
| Konstandinos Khatzidakis     | Nova Democràcia                               | PPE–DE      |
| Rodi Kratsa-Tsagaropulu      | Nova Democràcia                               | PPE–DE      |
| Stavros Lambrinidis          | Moviment Socialista                           | PSE         |
| Diamando Manolaku            | Partit Comunista                              | EUE-EVN     |
| Maria Matsuka                | Moviment Socialista                           | PSE         |
| Manolis Mavrommatis          | Nova Democràcia                               | PPE–DE      |
| Thanasis Pafilis             | Partit Comunista                              | EUE-EVN     |
| Maria Panagiotopulu-Kassiotu | Nova Democràcia                               | PPE–DE      |
| Dimitris Papadimulis         | Coalició dels Moviments d'Esquerra i Ecologia | EUE–EVN     |
| Georgios Papastamkos         | Nova Democràcia                               | PPE–DE      |
| Andonis Samaràs              | Nova Democràcia                               | PPE–DE      |
| Nikólaos Sifunakis           | Moviment Socialista                           | PSE         |
| Giorgos Toussas              | Partit Comunista                              | EUE-EVN     |
| Andonis Trakatel·lis         | Nova Democràcia                               | PPE–DE      |
| Evangelia Tzambazi           | Moviment Socialista                           | PSE         |
| Nikos Vakalis                | Nova Democràcia                               | PPE–DE      |
| Ioannis Varvitsiotis         | Nova Democràcia                               | PPE–DE      |
| Mariliza Xenogiannakopulu    | Moviment Socialista                           | PSE         |